# White Sulphur Springs (Montana)
White Sulphur Springs è un comune degli Stati Uniti, capoluogo della contea di Meagher (Meagher County), nello Stato del Montana.
La popolazione era di 984 abitanti nel censimento del 2000, 967 secondo una stima del 2007.